# Panathinaikos FC
Panathinaikos FC (grekiska: Παναθηναϊκός) är en grekisk fotbollssklubb från Aten, som grundades den 3 februari 1908. Klubben spelar för närvarande sina matcher på Apostolos Nikolaidis Stadium som ligger i centrala Aten sedan december 2020. "Leoforos" som den kallas har plats för 16 003 åskådare. Tidigare spelade man sina hemmamatcher på Olympiastadion som invigdes 1982. Arenan byggdes för de Olympiska sommarspelen 1996 men Aten fick aldrig fira hundraårsjubileet. Atens Olympiastadion har plats för 69 618 åskådare. Panathinaikos A.O. har tillsammans med Aten stad planerat att bygga en ny arena i utkanten av huvudstaden, närmare bestämt i Votanikos där man har planerat en arena som ska kunna ta in 40 000 åskådare. Den ska enligt uppgift från borgmästare Bakogiannis börja byggas 2020 och ska stå klar till säsongen 2023–2024.
Panathinaikos är Greklands framgångsrikaste klubb i det europeiska cupspelet. Klubben spelade final i Europacupen (det som idag heter Champions League) 1971 och semifinal både 1985 och 1996.
Panathinaikos FC är fotbollssektionen i moderklubben Panathinaikos Athlitikos Omilos (PAO) som har flera sektioner och är Greklands framgångsrikaste idrottsförening. Grekisk fotboll blev professionell 1979 vilket även var året då fotbollen blev en egen sektion. Panathinaikos har vunnit 20 grekiska ligatitlar, 18 grekiska cuptitlar, där man dessutom har vunnit den grekiska dubbeln 8 gånger. Klubben räknas då inrikes som Greklands näst mest framgångsrika fotbollsklubb, efter den eviga rivalen Olympiakos FC. Panathinaikos står på 20 ligatitlar totalt medan den rödvita klubben från Pireus står på hela 45 ligatitlar. Derbyt mellan Panathinaikos och Olympiakos FC brukar räknas som ett av de allra hetaste i världen och enligt amerikanska CNN är derbyt en av de tio största och mest prestigefyllda matcherna i hela världen. Även BBC har hyllat derbyt och använt titeln "Europas galnaste derby".  
Ända sedan 1950-talet har Panathinaikos alltid haft en av Greklands allra bästa ungdomsakademier och har producerat många talanger till Greklands herrlandslag i fotboll. Några exempel på det är Angelos Basinas, Yannis Goumas, Giorgos Karagounis och Sotiris Ninis.
Klubben grundades den 3 februari 1908, då med namnet "Podosfairikos Omilos Athinon". Klubben bytte senare namn till Panathinaikos. Namnet "Panathinaikos" betyder på grekiska hela Atens fotbollslag då och namnet inspirerades av Panathenaicus.

## Meriter

### Inrikes
- Grekiska superligan: (20 titlar) 1929-30, 1948-49, 1952-53, 1959-60, 1960-61, 1961-62, 1963-64, 1964-65, 1968-69, 1969-70, 1971-72, 1976-77, 1983-84, 1985-86, 1989-90, 1990-91, 1994-95, 1995-96, 2003-04, 2009-10

## Spelare

### Spelartrupp
| 1  | Ryssland | Jurij Lodygin        | 26 maj 1990     | PAS Giannina (-22) |
| 69 | Polen    | Bartłomiej Drągowski | 19 augusti 1997 | Spezia (-24)       |
| 81 | Albanien | Klidman Lilo         | 31 januari 2003 | Panathinaikos FC   |

| 2  | Grekland      | Georgios Vagiannidis      | 12 september 2001 | Panathinaikos FC          |
| 3  | Tyskland      | Philipp Max               | 30 september 1993 | Eintracht Frankfurt (-24) |
| 5  | Nederländerna | Bart Schenkeveld          | 28 augusti 1991   | Melbourne City (-19)      |
| 14 | USA           | Erik Palmer-Brown         | 24 april 1997     | Troyes (-23)              |
| 15 | Island        | Sverrir Ingi Ingason      | 5 augusti 1993    | Midtjylland (-24)         |
| 21 | Kroatien      | Tin Jedvaj                | 28 november 1995  | Lokomotiv Moskva (-24)    |
| 23 | Island        | Hörður Björgvin Magnússon | 11 februari 1993  | CSKA Moskva (-22)         |
| 25 | Serbien       | Filip Mladenović          | 15 augusti 1991   | Legia Warszawa (-23)      |
| 27 | Grekland      | Giannis Kotsiras          | 16 december 1992  | Asteras Tripolis (-21)    |

| 4  | Spanien       | Rubén Pérez          | 26 april 1989     | Leganés (-21)           |
| 6  | Grekland      | Zeca                 | 31 maj 1988       | FC Köpenhamn (-23)      |
| 8  | Marocko       | Azzedine Ounahi      | 19 april 2000     | Marseille (lån)         |
| 10 | Brasilien     | Tetê                 | 15 februari 2000  | Galatasaray (-24)       |
| 11 | Grekland      | Anastasios Bakasetas | 28 juni 1993      | Trabzonspor (-24)       |
| 16 | Slovenien     | Adam Gnezda Čerin    | 16 juli 1999      | Nürnberg (-22)          |
| 17 | Argentina     | Daniel Mancini       | 11 november 1996  | Aris (-23)              |
| 18 | Grekland      | Dimitrios Limnios    | 27 maj 1998       | Köln (-24)              |
| 20 | Serbien       | Nemanja Maksimović   | 26 januari 1995   | Getafe (-24)            |
| 28 | Uruguay       | Facundo Pellistri    | 20 december 2001  | Manchester United (-24) |
| 31 | Serbien       | Filip Đuričić        | 30 januari 1992   | Sampdoria (-23)         |
| 44 | Grekland      | Georgios Nikas       | 17 september 1999 | Levadiakos (-23)        |
| 52 | Nederländerna | Tonny Vilhena        | 3 januari 1995    | Espanyol (-23)          |
| 55 | Brasilien     | Willian Arão         | 12 mars 1992      | Fenerbahçe (-23)        |
| 77 | Slovenien     | Benjamin Verbič      | 27 november 1993  | Dynamo Kiev (-22)       |

| 7  | Grekland  | Fotis Ioannidis      | 10 januari 2000  | Levadiakos (-20)        |
| 9  | Slovenien | Andraž Šporar        | 27 februari 1994 | Sporting Lissabon (-22) |
| 29 | Sverige   | Alexander Jeremejeff | 12 oktober 1993  | BK Häcken (-23)         |

### Utlånade spelare
| Nr | Land     | Pos | Namn                                                    |
| -- | -------- | --- | ------------------------------------------------------- |
|    | Grekland | F   | Georgios Katris (i Levadiakos till 30 juni 2026)        |
|    | Grekland | F   | Athanasios Prodromitis (i Niki Volos till 30 juni 2025) |
|    | Albanien | MF  | Enis Çokaj (i Levadiakos till 30 juni 2025)             |

| Nr | Land     | Pos | Namn                                                  |
| -- | -------- | --- | ----------------------------------------------------- |
|    | Grekland | MF  | Georgios Kyriopoulos (i AE Kifisia till 30 juni 2025) |
|    | Grekland | MF  | Christos Kryparakos (i Niki Volos till 30 juni 2025)  |
|    | Portugal | MF  | Miguel Tavares (i Makedonikos till 30 juni 2025)      |